# Haplogroupe L

Répartition de l'haplogroupe L

En génétique humaine, l’haplogroupe L (M20) est un haplogroupe du chromosome Y. Il est fréquent en Asie du Sud et, dans une moindre mesure, au Moyen-Orient.

## Origine
L'haplogroupe L est issu du macro-haplogroupe K. C'est le groupe-frère de l'haplogroupe T dont il se sépare il y a environ 45 000 ans.

## Distribution
Cet haplogroupe est associé à l'Asie du Sud. Il est aussi présent, selon une moindre fréquence, parmi les populations d'Asie centrale, du Moyen-Orient, et d'Europe du Sud, le long de la mer Méditerranée. 
L'haplogroupe L est significativement présent au sein de la population indienne, à une fréquence moyenne d'environ 7 à 15 %, surtout chez les Dravidiens (environ 17 à 19 %) et nettement moins chez les Indo-Aryens (environ 5 à 6 %). Il est aussi plus rare parmi les groupes tribaux (environ 5 à 7 %).

## Sous-clades
Il y a environ 23 500 ans, l'haplogroupe L-M20 a divergé en haplogroupes L1 et L2 définis respectivement par les marqueurs M2264 et L595. Le L1-M22 est la branche principale et serait apparu au Moyen-Orient. L1 pourrait être lié au groupe des chasseurs-cueilleurs du plateau Iranien et du Caucase. Une étude publiée en 2024 a identifié deux groupes appartenant à L1-M22 au début de l'Holocène. L’un a connu une expansion avec le Néolithique du Moyen-Orient. L'autre s'est déplacé vers l'Asie du Sud entre 6000 et 4000 av. J.-C. mais n'aurait pas connu d'expansion. Ce dernier groupe a peut-être participé à la diffusion des langues dravidiennes. Le sous-clade L1-M22 s'est ensuite répandu entre environ 2000 et 1000 av. J.-C., peut-être en lien avec les invasions indo-européennes.
Les premiers individus anciens affiliés à cet haplogroupe sont largement postérieurs à son apparition. On les trouve à la fin du Néolithique/Chalcolithique (∼6 600 AP) dans l'actuel Turkménistan dans un site limitrophe de l'Iran actuel et au Chalcolithique (∼6 100 AP) dans l'actuelle Arménie dans la région du Caucase.
Le sous-clade L2-L595 a été trouvé en Europe du Sud et au Moyen-Orient, mais est rare. Les premiers représentants (∼5 200 AP) de la lignée L2-L595 ont été découverts dans la culture de Maïkop tardif, à la fois dans le nord-ouest et le nord-est du Caucase. Leur profil ancestral ressemble à celui des populations chalcolithiques de l'Arménie et de l'Iran actuels, ainsi qu'à celui des individus de la Koura et de l'Araxe de l'Arménie actuelle et du Caucase du nord-est.

## Arbre phylogénétique
Arbre phylogénétique proposé par le Centre de recherche génomique pour l'haplogroupe L-M20 :
- L-M20 M11, M20, M61, M185, L656, L863, L878, L879
  - L-M22 (L1) M22, M295, PAGES00121
    - L-M317 (L1b) M317, L655
      - L-L656 (L1b1) L656
        - L-M349 (L1b1a) M349

      - L-M274 M274
      - L-L1310 L1310
      - L-SK1412

    - L-L1304 L1304
      - L-M27 (L1a1) M27, M76, P329.1, L1318, L1319, L1320, L1321
      - L-M357 (L1a2) M357, L1307
        - L-PK3 PK3
        - L-L1305 L1305, L1306, L1307

  - L-L595 (L2) L595
    - L-L864 L864, L865, L866, L867, L868, L869, L870, L877